# Réarrangement allylique
Un réarrangement allylique ou shift allylique est une réaction organique dans laquelle la double liaison d'un composé allylique se déplace vers l'atome de carbone voisin. Ce type de réarrangement est rencontré dans des substitutions nucléophiles.
Dans des conditions de réaction qui favorisent un mécanisme SN1, l'intermédiaire de la réaction est un carbocation pour lequel plusieurs structures de résonance sont possibles. Ceci explique la distribution des produits après recombinaison avec le nucléophile. Ce type de processus est appelé la substitution SN1'.
Alternativement, il est possible pour le nucléophile d'attaquer directement la position allylique, déplaçant le groupe partant en une seule étape, dans un processus appelé substitution SN2. Ce type de substitution est probable dans les cas où le composé allylique est libre et le nucléophile fort. Les produits seront similaires à ceux observés avec la substitution SN1. Ainsi la réaction du 1-chlorobut-2-ène avec de l'hydroxyde de sodium donne un mélange de but-2-én-1-ol et de but-1-én-3-ol:
Cependant le but-2-én-1-ol dans lequel le groupe hydroxyle est sur un atome de carbone primaire est minoritaire. Dans la substitution du 1-chloro-3-méthyl-2-butène, le 2-méthyl-3-butène-2-ol (alcool tertiaire) est produit avec un rendement de 85 %, tandis que le 3-méthyl-2-butène-1-ol (alcool primaire) est de 15 %.
Dans un type de mécanisme réactionnel, le nucléophile n'attaque pas directement le site électrophile mais participe à une addition conjuguée sur la double liaison: